# ライトトラック
ライトトラック (light truck) またはライトデューティートラック (light duty truck) はアメリカ合衆国における自動車の分類で、貨物の積載量が4,000ポンド（1,815kg）未満のトラックまたはトラックベースの乗り物を指す。
その名称からしばしば英日、日英の双方向で軽トラックと誤解・誤訳されるが､上述のように日本では普通自動車免許(2017年以降､総重量3.5t/積載2t)で運転できないこともありうるサイズの車両となる。
- 北米向けピックアップトラック（フォード・Fシリーズ、ダッジ・ラム、トヨタ・タンドラなど）の中には、日本では普通自動車免許（2017年以降）で運転できない仕様が存在する。
- 積載量と車両重量だけで日本車にあてはめるといすゞ・エルフ、三菱ふそう・キャンターなど所詮｢2t車｣の｢1.75t積車｣が近い存在となる｡
- なお､日本車(日本仕様)のピックアップトラックでは｢ライトトラック｣のフルサイズには遠く及ばない｡(例:GUN125ハイラックス:最大積載量500kg、LC2Tトライトン:400kg)

## アメリカ合衆国
連邦規則集ではライトデューティートラックを、車両総重量（車両重量と貨物の総和）が大きくても8,500ポンド（3,855.5kg）までに収まり、「(1)元来、財産・所有物の輸送の目的のために設計された、あるいはそのような乗り物の派生物、または(2)元来、人の輸送の目的のために設計され、定員が12人以上である、もしくは(3)オフストリートもしくはオフハイウェイ（「公道外」）での作業および使用を可能にする特殊な機能が利用できる」あらゆるモータービークルと定義している。

### 燃費
ライトトラックにはバン、ライトバン、ミニバン、ピックアップトラック、スポーツ・ユーティリティ・トラック（SUT）、そしてスポーツ・ユーティリティ・ビークル（SUV）が含まれる。
アメリカ合衆国政府はCAFE（Corporate Average Fuel Economy = 企業（別）平均燃費）標準を通じて燃費を規定する車両のクラスとして「ライトトラック」を使用する。このクラスにはバン、ミニバン、SUV、そしてピックアップトラックが含まれる。この種の車は個人輸送（乗用が主の自家用自動車）よりもむしろ業務用途・農業・インフラ土木建築業に供されるという建前・前提の下、ライトトラックは一般的な自動車よりも緩い政府規制の燃費標準を有している。
アメリカで販売されているライトトラックがますます個人用途・1人乗り用途・一緒に乗せる相手がいないユーザー向けとなってからは、業務用途以外のライトトラックに対し、より厳しい燃費基準の適用を主張する者もいる。これを支持する論拠の一つは、ライトトラックの中にはユニボディ構造で作られているものがあり、それはボディ・オン・フレームシャシよりも頑強ではなく、したがって業務用途での酷使には適していない、と言うものである。乗用車のコンポーネントを用いたセダンピックアップやクロスオーバーSUVはその一例である。

### 米国における輸入関税
1963年に米国と欧州との間で米国産鶏肉を巡る貿易摩擦が発生した。この係争の中で、欧州が米国産鶏肉に対して関税を課し、それに対する米国の報復が、デンプン、ライト・トラックなど計4品目に課した25％の関税である。この関税は1979年にはライト・トラック以外の3品目は解除されたが、ライト・トラックに関しては半世紀以上経過した現在に至るまで継続している。1963年の係争は米国ではチキン戦争と呼ばれ、米国が課した関税はチキン・タックスと呼ばれている。